# جيهان المكاوي
جيهان حسن المَكّاوي (11 يونيو 1939) صحفية وروائية مصرية معتزلة. دكتوراه في الإعلام، عملت بمجال الصحافة، وقامت بتأليف العديد من الروايات.

## سيرتها
ولدت جيهان حسن محمد المكاوي في 11 يونيو 1939 في الإسكندرية.

### تعاليم ودراستها
نالت ليسانس في الآداب إنجليزي من جامعة القاهرة سنة 1963 وماجستر في الإعلام من الجامعة الأمريكية 1976، ثم دكتوراة عن حرية الصحافة من جامعة القاهرة 1980.

ففي 21 مايو عام 1980 حصلت المكاوى على درجه الدكتوراة في الإعلام عن رسالتها في النظرية الإنسانية لحرية الصحافة ودراسة مقارنة بين الاتحاد السوفييتى ومصر وتركيا والتي تعتبر من أشهر مؤلفاتها، وتحدثت فيها عن صورة المقارنة بين ثلاث دول هي الاتحاد السوفييتي ومصر وتركيا وذلك على ضوء متطلبات مواد الإعلان العالمي لحقوق الإنسان. قصدت المكاوى محاولة الرد على بعض التساؤلات حول تأثير العوامل السياسية الاقتصادية الثقافية والاجتماعية على حرية الصحافة والصحفيين في كل إطار قومي من الدول الثلاث.

### في الإعلام

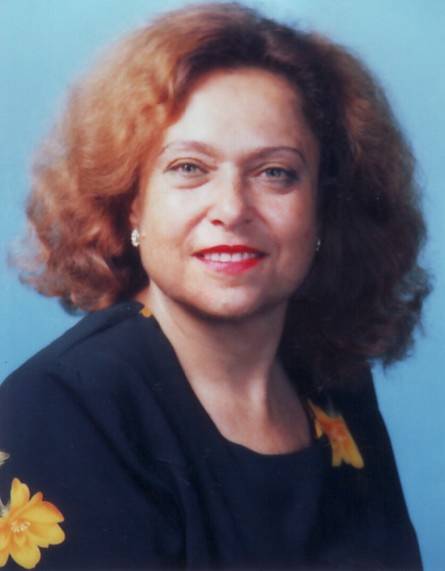
المكاوي في أواخر ثمانينات القرن العشرين.

بدأت كمترجمة ومحررة ومعدة برامج بالتليفزيون 1963، علاقات عامة بمكتب وزير التعليم العالي من 1971- 1980. تدريس لغة إنجليزية بالمعاهد العليا. نقلت للهيئة العامة للاستعلامات 1980. مديرة المؤتمرات والأفراد. مدير عام الاتصال بأبناء الوطن في الخارج. عضو اتحاد الكتاب (في 1 نوفمبر 1987).

## حياتها الشخصية
وفي أبريل 2015 نشرت بعض المواقع ووكالات الأنباء والصحف المصرية تقارير حول إصابتها بمرض الزهايمر . في 18 أبريل 2017 طالبت الإعلامية رولا خرسا الدولة بالتدخل من أجل علاجها، في برنامجها وماذا بعد؟ على قناة LTC.

في نوفمبر 2017، أشارت المكاوي إلى أنها تعانى حالة من الحزن الشديد لعدم تكوينها أسرة تعيش معها لكونها لم تتزوج أبدا.

## الأوسمة والجوائز
- مجلة حواء: شهادة تقدير كأفضل شخصية عام 2000.
- ذكرت بالموسوعة ألف شخصية نسائية مصرية ضمن الشخصيات العامة عام 2001.[3]

## مؤلفاتها
- مشروع زواج: 1987
- أنت تعلم إذن أنت حر: 1977-8
- هاوية السحر: 1994
- حرية الفرد وحرية الصحافة: 1980.[2]
- الإعلام بين النظرية والتطبيق
- النظرة الإنسانية لحرية الصحافة
- مدرسة البنات
- الباحثة عن الحرية
- احتضان
- هبوط الملكات:2004.